# Abby Martin
 (mars 2022).
La mise en forme du texte ne suit pas les recommandations de Wikipédia : il faut le « wikifier ».
Les points d'amélioration suivants sont les cas les plus fréquents. Le détail des points à revoir est peut-être précisé sur la page de discussion.
- Les titres sont pré-formatés par le logiciel. Ils ne sont ni en capitales, ni en gras.
- Le texte ne doit pas être écrit en capitales (les noms de famille non plus), ni en gras, ni en italique, ni en « petit »…
- Le gras n'est utilisé que pour surligner le titre de l'article dans l'introduction, une seule fois.
- L'italique est rarement utilisé : mots en langue étrangère, titres d'œuvres, noms de bateaux, etc.
- Les citations ne sont pas en italique mais en corps de texte normal. Elles sont entourées par des guillemets français : « et ».
- Les listes à puces sont à éviter, des paragraphes rédigés étant largement préférés. Les tableaux sont à réserver à la présentation de données structurées (résultats, etc.).
- Les appels de note de bas de page (petits chiffres en exposant, introduits par l'outil «  Source ») sont à placer entre la fin de phrase et le point final[comme ça].
- Les liens internes (vers d'autres articles de Wikipédia) sont à choisir avec parcimonie. Créez des liens vers des articles approfondissant le sujet. Les termes génériques sans rapport avec le sujet sont à éviter, ainsi que les répétitions de liens vers un même terme.
- Les liens externes sont à placer uniquement dans une section « Liens externes », à la fin de l'article. Ces liens sont à choisir avec parcimonie suivant les règles définies. Si un lien sert de source à l'article, son insertion dans le texte est à faire par les notes de bas de page.
- La présentation des références doit suivre les conventions bibliographiques. Il est recommandé d'utiliser les modèles {{Ouvrage}}, {{Chapitre}}, {{Article}}, {{Lien web}} et/ou {{Bibliographie}}. Le mode d'édition visuel peut mettre en forme automatiquement les références.
- Insérer une infobox (cadre d'informations à droite) n'est pas obligatoire pour parachever la mise en page.

Pour une aide détaillée, merci de consulter Aide:Wikification.
Si vous pensez que ces points ont été résolus, vous pouvez retirer ce bandeau et améliorer la mise en forme d'un autre article.
Abigail Suzanne Martin est une journaliste américaine, présentatrice de télévision et militante,. Elle est connue pour avoir défendu les théories du complot concernant les attentats du 11 septembre 2001, avoir animé une émission sur le média d'État russe RT America de 2012 à 2015, avoir contribué à la fondation du site Web de journalisme citoyen Media Roots, son film documentaire The Empire Files : Gaza Fights for Freedom sur à la marche du retour à Gaza.

## Jeunesse
Abigail Martin grandit à Pleasanton, en Californie, elle y fréquente le lycée Amador Valley, où elle obtient son diplôme en 2002,. Elle s'intéresse au journalisme lorsque son ancien petit ami de lycée s'enrôle dans l'armée à la suite des attentats du 11 septembre 2001. « Je ne voulais pas qu'il parte en guerre, et encore moins qu'il y combatte », se souvient-elle. « J'ai commencé à demander de manière critique « Qu'est-ce qui se passe vraiment ? » ». Au moment où elle est étudiante en deuxième année à l'université d'État de San Diego, elle commence à remettre en question ce qu'elle nomme la « vente » de la guerre en Irak par les médias,.
En 2004, elle fait campagne pour la campagne présidentielle de John Kerry, mais perd ses illusions avec le paradigme gauche-droite, un concept proposant que les sociétés ont tendance à diviser en opposés idéologiques. Abigail Martin travaille comme journaliste d'investigation pour un site d'information en ligne basé à San Diego jusqu'à son retour en Californie du Nord,.

## Carrière
Abigail Martin apparaît dans le film documentaire Project Censored The Movie: Ending the Reign of Junk Food News (2013), et co-réalise 99%: The Occupy Wall Street Collaborative Film (2013).
Elle anime Breaking the Set sur le réseau de média d'État russe RT America de 2012 à 2015, puis lance The Empire Files le documentaire d'enquête et série d'interviews sur Tele Sur, plus tard publié sous forme de série Web. En 2019, elle sort le film documentaire, The Empire Files : Gaza Fights for Freedom relatif à la marche du retour à Gaza.

### Mouvement pour la «vérité» sur le 11 septembre
En 2008, Abigail Martin fait partie du mouvement 9/11 Truth,, elle lance son propre groupe 9/11 Truther à San Diego,. Dans une vidéo de 2008 d'une manifestation du « mouvement pour la vérité sur le 11 septembre », elle déclare : « J'ai fait des recherches pendant trois ans et chaque chose que je découvre renforce ma conviction que c'était un inside job et que notre gouvernement était complice de ce qui s'est passé ».
En mars 2014, Abigail Martin déclare à l'Associated Press qu'elle « ne souscrit plus » à cette théorie, comme elle l'avait fait auparavant.

### Création de Media Roots
En 2009, Abigail Martin fonde l'organisation Media Roots, une plateforme de journalisme citoyen pour rapporter l'actualité. En tant que journaliste indépendante de Media Roots, Martin couvre les actions d'Occupy Oakland pendant le mouvement Occupy Wall Street en 2011. Sa séquence vidéo documentaire des manifestations d'Occupy Oakland est utilisée par la famille de Scott Olsen, un ancien combattant de la marine et de la guerre en Irak âgé de 24 ans, dans un procès contre le département de police d'Oakland. Les images de Martin sont utilisées pour affirmer que les manifestations étaient non violentes au moment où Olsen aurait été frappé à la tête avec un projectile de la police,. RT remarque alors le travail de Martin et commencé à l'employer comme correspondante. À l'automne 2010, elle déménage à Washington, DC.

### Travail pour RT (Russia Today)
Présentatrice sur Russia Today, Abby Martin anime sa propre émission, Breaking the Set, de 2012 à 2015, sur RT America,. Le programme est décrit par la chaîne comme « une émission qui traverse le faux paradigme gauche / droite établi par l'establishment et rapporte les faits concrets ». Le générique d'ouverture original montre Abigail Martin frappant au marteau une télévision diffusant CNN.
L'émission d'Abigail Martin promeut des théories du complot, y compris l'affirmation selon laquelle la fluoration de l'eau serait un complot gouvernemental visant à empoisonner les Américains imprudents,. Peu de temps après avoir commencé son émission sur RT, elle déclare dans une interview avec Mark Crispin Miller : « les médias rejettent les choses trop controversées en en faisant une théorie du complot ».
En 2014, Martin attire l'attention pour sa critique de la couverture par RT de l'annexion de la Crimée par la fédération de Russie. Elle clôt son émission le 3 mars 2014 avec une déclaration condamnant l'intervention militaire russe en Ukraine,. Glenn Greenwald compare la déclaration d'Abigail Martin au comportement inconditionnel des médias américains lors de l'invasion de l'Irak en 2003. Les critiques d'Abigail Martin soutiennent qu'elle semblait lire à partir d'un téléprompteur, ce qui implique que ses remarques soient faites avec le consentement des producteurs de l'émission. The New York Times écrit que RT a informé Martin que sa déclaration sur l'Ukraine n'est « pas conforme à notre politique éditoriale ». Certains voient dans cette déclaration un stratagème cynique de RT pour gagner en crédibilité et ne pas se montrer complètement autocratique.
Abby Martin quitte RT en février 2015.
Elle qualifie les accusations de contrôle étranger sur elle et sur Tulsi Gabbard « d'hystérie néo-maccarthyste » typique de la nouvelle guerre froide. Elle déclare que la « campagne visant à calomnier RT » par les « médias institutionnels » a eu un effet dissuasif sur les journalistes dissidents légitimes. Elle dit qu'elle avait « un contrôle éditorial complet » sur son émission de RT, tout comme d'autres journalistes américains de RT comme Chris Hedges et Lee Camp. Elle avait auparavant refusé l'offre de RT de l'envoyer en tournée en Crimée, affirmant qu'elle ne voulait pas d'une « expérience de relations publiques approuvée ».

### The Empire Files

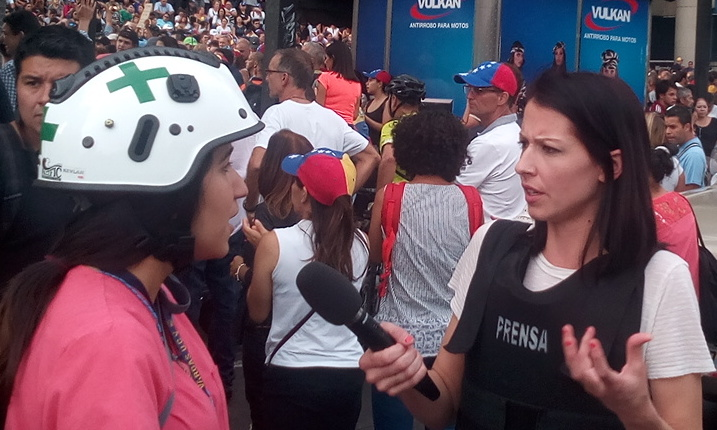
Abby Martin interviewe un membre de la Croix verte lors des manifestations vénézuéliennes de 2017

En septembre 2015, Martin lance The Empire Files (Les dossiers de l'Empire), une série d'interviews et de documentaires. Elle accueille des invités tels que Chris Hedges, Noam Chomsky, Richard D. Wolff, Ralph Nader et Jill Stein.
L'émission est à l'origine présentée par Tele Sur English, un média financé principalement par le gouvernement vénézuélien. Abigail Martin déclare à Ben Norton dans AlterNet : « Le spectacle est totalement indépendant de Telesur. Nous leur vendons simplement le contenu ; ils n'ont aucun contrôle sur tout ce que nous faisons ». En 2018, Tele Sur cesse de financer The Empire Files en raison de l'augmentation des sanctions américaines contre le Venezuela, selon un communiqué de presse publié par le site Web Martin's Media Roots. En août 2018, l'émission se finance via des dons afin de poursuivre la production.
L'émission devient ensuite une série Web exclusivement, avec des épisodes téléchargés sur le site Web de Martin, YouTube et Vimeo. Sorti en mai 2019, son long métrage documentaire, The Empire Files : Gaza Fights for Freedom, porte sur la marche du retour à Gaza. Il est projeté aux États-Unis, au Royaume-Uni et en Australie dans des cinémas indépendants. En mai 2021, Martin sort le film gratuitement sur YouTube.

## Prises de position et justice

### Procès pour la liberté d'expression
En février 2020, l'intervention d'Abigail Martin dans une conférence à l'université du Sud de la Géorgie sur Critical Media Literacy est annulée lorsqu'elle refuse de signer un engagement de ne pas boycotter Israël comme l'exige la loi de l'État de Géorgie. Martin, représenté par le Conseil des relations américano-islamiques, dépose une plainte pour liberté d'expression contre l'État de Géorgie. La conférence est par la suite annulée.
En mai 2021, lors d'une audience devant un tribunal fédéral en Géorgie, le juge de district Mark Cohen statue en faveur de Martin lorsqu'il conclut qu'une loi créée pour décourager le mouvement de boycott, désinvestissement et sanctions (BDS) est en violation du premier amendement. Le juge Cohen statue que la loi géorgienne « interdit une conduite intrinsèquement expressive protégée par le premier amendement ».
Elle siège au conseil d'administration de la Media Freedom Foundation qui gère Project Censored,

### Guerre à Gaza
Depuis le durcissement du conflit de 2023 dans le contexte de la guerre à gaza (entamée en 1948), elle prend position contre l'offensive israélienne. Elle est alors qualifiée de « perroquet » par Mosab Hassan Youssef, ancien militant du Hamas converti au christianisme et critique du mouvement palestinien.

## Réception, critique
Millennial Magazine déclare que Martin est un représentant des médias « non filtrés » pour la génération Y qui rapporte « des histoires qui méritent une reconnaissance publique ». Le journaliste Michael C. Moynihan déclare que « la politique de Martin est odieuse et souvent incohérente » pour avoir prétendu déplorer « la perte de la liberté américaine » tout en ignorant les multiples brutalités du gouvernement russe avant son invasion de la Crimée et sa défense d'Hugo Chávez contre l'accusation de tyrannie.
James Kirchick, dans un article de 2015 pour The Daily Beast, estime que « Grâce à ses payeurs au Kremlin, elle a eu trois ans pour utiliser les ondes du réseau et la chaîne YouTube extrêmement populaire pour diffuser des diatribes paranoïaques qui, autrement, auraient langui dans l'anonymat sur le La frange Internet ». Concernant son travail sur le Venezuela, le journaliste et auteur libertarien John Stossel déclare qu'Abigail Martin « fait de la propagande financée par le gouvernement pour Telesur ».
Elle est critiquée pour son soutien passé au mouvement complotiste sur le 11 septembre. En 2014, le chroniqueur du New York Times, Robert Mackey, oppose les remarques critiques de Martin sur l'annexion russe de la Crimée à sa conviction « que les attentats du 11 septembre 2001 faisaient partie d'un complot gouvernemental ». L'auteur et consultant en médias Chez Pazienza critique Martin pour son appartenance au mouvement des 9/11 Truthers.
David Cromwell, militant médiatique britannique et co-rédacteur en chef de Media Lens, déclare que Martin est une « superbe journaliste indépendante... qui a risqué sa vie pour rapporter ce que les grands médias ne vous disent pas sur le Venezuela ».

## Vie privée
Abigail Martin est mariée à son coproducteur d'Empire Files, Mike Prysner, un vétéran de la guerre en Irak,. Ils ont un enfant, né en 2020. 

## Filmographie

### Acteur
- 2013 : Project Censored the Movie : elle-même [54]
- 2016 : Le choix est à nous : elle-même[55]
- 2021 : Le plus grand ennemi de la Terre

### Réalisateur
- 2013 : 99% : The Occupy Wall Street Collaborative Film, co-réalisatrice[56]
- 2019 : Gaza Fights for Freedom[57]

## Radio
- Projet Censored, KPFA (94.1 FM), co-animateur [58].